# (30852) Debye
(30852) Debye – planetoida z grupy pasa głównego asteroid okrążająca Słońce w ciągu 3,2 lat w średniej odległości 2,17 j.a. Została odkryta 2 października 1991 roku w Karl Schwarzschild Observatory w Tautenburgu przez Freimuta Börngena i Lutza Schmadela. Nazwa planetoidy pochodzi od Petera Debye, holenderskiego chemika, laureata nagrody Nobla. Przed nadaniem nazwy planetoida nosiła oznaczenie tymczasowe (30852) 1991 TR6.